# Tim Rex
Tim Rex, né le 11 avril 2004, est un coureur cycliste belge membre de l’équipe Visma-Lease a Bike Development. Il est le frère du cycliste professionnel Laurenz Rex.

## Biographie

### Carrière
En 2024 sur le Tour de l'Avenir, il est membre de l’échappée matinale qui se joue la victoire sur la 1re étape. Ainsi, il se classe 3e à l’arrivée.
En août 2025, son équipe officialise sa montée en équipe professionnelle en 2026 au sein de la Visma-Lease a Bike,,.

### Style et caractéristiques
En 2025, son entraîneur le qualifie de « fort, dévoué et polyvalent ». En catégorie espoirs, il ne s’est jamais imposé mais s’est révélé être un excellent coéquipier capable de faire gagner.

## Palmarès sur route

### Classements mondiaux
| Année                                 | 2023  | 2024  |
| ------------------------------------- | ----- | ----- |
| Classement mondial                    | 3158e | 2111e |
|                                       |       |       |
| Légende : nc = non classéSource : UCI |       |       |